# شهرستان ادیسون (میشیگان)
شهرستان ادیسون، میشیگان (به انگلیسی: Addison Township, Michigan) در ایالات متحده آمریکا است که در میشیگان واقع شده‌است.

## خصوصیات
شهرستان ادیسون ۹۶٫۲ کیلومترمربع مساحت و ۶٬۳۵۱ نفر جمعیت دارد و ۳۰۴ متر بالاتر از سطح دریا واقع شده‌است.